# ТЕС Таманрассет-Північ
22°49′21″ пн. ш. 5°29′37″ сх. д. / 22.82250° пн. ш. 5.49361° сх. д.
ТЕС Таманрассет-Північ – теплова електростанція на півдні Алжиру.
В 1991 році на майданчику станції стали до ладу 5 генераторних установко на основі двигунів внутрішнього згоряння потужністю по 5 МВт.
В першій половині 2010-х майданчик підсили двома встановленими на роботу у відкритому циклі газовими турбінами виробництва General Electric типу TM2500 потужністю по 18 МВт, а до кінця десятиліття їх кількість довели до чотирьох одиниць.
Як паливо станція використовувала нафтопродукти, а наприкінці 2010-х із появою газопроводу Тідікельт – Таманрассет виникла можливість спалювати природний газ.